# Max Cavalera
Max Cavalera, właśc. Massimiliano Antonio Cavalera (ur. 4 sierpnia 1969 w Belo Horizonte) – brazylijski wokalista i gitarzysta metalowy, założyciel i do 1996 frontman Sepultury, od 1997 lider zespołu Soulfly, od 2007 współtwórca formacji Cavalera Conspiracy.

## Życiorys

### Pochodzenie
Urodził się 4 sierpnia 1969 w Belo Horizonte jako Massimiliano Antonio Cavalera. Jego rodzice to Vânia i Graziano Cavaleria. Ojciec był Włochem, pracował zatrudniony w konsulacie Włoch w São Paulo, gdzie przybył z ojczyzny wraz ze swoją rodziną, zaś matka udzielała się jako modelka. Oboje byli katolikami, zaś prócz tego matka z zaangażowaniem i otwarcie wyznawała wierzenia candomblé. Jego dziadek od strony ojca był marynarzem włoskiej floty wojennej. Ma o rok młodszego brata Igora (ur. 1970). Pomimo zamieszkiwania rodziny Cavalera w São Paulo obaj bracia przyszli na świat w oddalonym ok. 500 km Belo Horizonte, gdzie ich matka dwukrotnie udawała się celowo, chcąc urodzić swoje dzieci w miejscu pochodzenia swojej rodziny. Mieli także siostry: Carissę (ur. 1975, zmarła po miesiącu) i Kirę (ur. 1976). Mieszkając w São Paulo, rodzina utrzymywała kontakty z miejscowymi rodakami ojca z Włoch, a Max i Igor wraz z ojcem byli sympatykami klubu piłkarskiego SE Palmeiras, pierwotnie założonego przez włoskich imigrantów. Rodzina zamieszkiwała blisko centrum przy ul. Avenida Angelica w dzielnicy Higienópolis, ponadto dysponowała domem w kurorcie poza miastem, z uwagi na pozycję ojca cieszyła się zamożnością i dostatkiem w trudnych latach 70. w Brazylii. Max i Igor uczyli się w katolickiej szkole w São Paulo, prowadzonej przez siostry zakonne. W 1979 rodzina odbyła wycieczkę po Europie i Ameryce Północnej, podczas której odwiedzili Montagna Spaccata we Włoszech oraz Watykan, gdzie Max został ochrzczony. Miesiąc po powrocie z wojaży niespodziewanie zmarł na serce jego ojciec Graziano, który jak się okazało, dwa tygodnie wcześniej postanowił, że przeniesie się z rodziną do Włoch, gdzie miał kontynuować służbę zawodową.
Po śmierci męża Vânia Cavalera jeszcze przez kilka lat była zatrudniona w konsulacie. Po stracie głowy domu rodzina utraciła zamożny status, była zmuszona zamieszkać wraz z babcią rodzeństwa w Belo Horizonte w dzielnicy Santa Teresa, a celem utrzymania domu mający 10 i 11 lat Max i Igor podejmowali zajęcia zarobkowe (np. w fabryce kapeluszy należącej do dziadka i w innych miejscach, finalnie w sklepie muzycznym sprzedając płyty). Wskutek straty ojca w braciach nastąpiła faza buntu i frustracji, co zwróciło ich w stronę muzyki. Stało się tak mimo tego, że obaj zafascynowani byli futbolem. Za namową swojego kuzyna 20 marca 1981 byli na koncercie grupy Queen na Estádio do Morumbi, po którym zaciekawiła ich muzyka rockowa. Od tego czasu słuchali płyt oraz poznawali rówieśników mających podobne upodobania, m.in. Wagnera Lamounier. Sam Max próbował sił na akustycznej gitarze należącej wcześniej do ojca, który za życia był melomanem. Obaj z bratem przez około trzy lata kształcili się w szkole wojskowej, z której zostali relegowani. Potem przez około rok uczęszczali do szkoły podlegającej hierarchii kościelnej, z której także ich usunięto, po czym uczyli się w szkole państwowej w Belo Horizonte, również przez krótki czas. W połowie lat 80. zamieszkiwali w domu swojego wuja na wsi.

### Sepultura
Po fiasku nauki szkolnej Max i Igor zostali zobowiązani przez matkę do podjęcia zajęcia, które stałoby się ich celem w życiu. Po obejrzeniu w Lambari koncertu pochodzącej z Rio de Janeiro i grającej speed metal grupy Dorsal Atlântica, Max postanowił założył grupę muzyczną, nazwaną Sepultura, w której został gitarzystą, a Igor perkusistą. Nazwa Sepultura (w języku portugalskim oznacza „grób”) wynikła podczas tłumaczenia przez Maxa Cavalerę tekstu utworu „Dancing On Your Grave” grupy Motörhead z albumu Another Perfect Day (1983). Pierwszy koncert grupa dała 4 grudnia 1984 w Belo Horizonte w dzielnicy Barroca (wzgl. w miejscowości Barroliche). W grę na gitarze Maxa wprowadził jego kolega, uczący go znanych riffów. Rad udzielał mu także gitarzysta Sepultury, Jairo Guedes. Genezą wściekłości i brutalności w tworzonej przez braci muzyce była strata ojca. Swoją rozpacz z tego powodu Max skierował w stronę nadużywania alkoholu oraz udziału w bójkach, dodatkowo zainspirowany filmem pt. Mechaniczna pomarańcza. Pierwotnym wokalistą Sepultury był wspomniany Wagner Lamounier, a po jego odejściu obowiązki te przejął Max, piszący teksty piosenek od początku istnienia zespołu (pierwotnie tworzone w języku portugalskim, a potem pisane w tym języku i tłumaczone na j. angielski). Przy wydaniu pierwszego wydawnictwa grupy, tj. albumu EP pt. Bestial Devastation w 1985, Max nosił przydomek „Possessed”. Po ukazaniu się tego dzieła zaczął grać na czterostrunowej gitarze, przy czym – według różnych wersji – w wyniku pozbycia się górnej strony E lub dwóch dolnych. Od początku grał wyłącznie na gitarze rytmicznej i nie zdołał nauczyć się grać na gitarze prowadzącej. 10 listopada 1986 wydał z grupą pierwszy album długogrający Sepultury, pt. Morbid Visions. Pod względem stylistyki płyta zawierała więcej wpływu thrash metalu. Po wydaniu płyty z zespołu odszedł gitarzysta prowadzący Jairo Guedes, w 1986 zastąpiony przez Andreasa Kissera, który po przeprowadzce z São Paulo do Belo Horizonte przez kilka lat zamieszkiwał w domu braci Cavalera. W tym czasie działalność grupy skupiała się na domu rodziny Cavalera tj. Rua Dores do Indaiá w Belo Horizonte (zamieszkał w nim także Kisser), zaś wsparciem była matka braci, Vânia Cavalera.
Po wydaniu drugiego albumu pt. Schizophrenia (30 października 1987), obok grania koncertów Max Cavalera samodzielnie rozsyłał egzemplarze płyty celem promocji. Udał się także na kilka dni do Stanów Zjednoczonych i w Nowym Jorku odwiedził kilka wytwórni muzycznych. Wkrótce potem jedna z nich, Roadracer Records (później Roadrunner Records), za sprawą Montego Connera zdecydowała się podpisać kontrakt z Sepulturą. Przed wydaniem kolejnej płyty, na początku 1989 bracia Cavalera wraz z matką i zespołem przenieśli się z Belo Horizonte do São Paulo, zamieszkując w centrum miasta w dzielnicy Santa Cecilia. Tam Max zaprzyjaźnił się z wokalistą grupy Ratos de Porão, Gordo. Nowe wydawnictwo, wydane przez RR, ukazało się 7 kwietnia 1989 1989 pt. Beneath the Remains (producentem był Scott Burns). Podczas trasy koncertowej po koncercie w Nowym Jorku 30 października poznał Glorię Bujnowski (dotychczasowa menedżerka grupy Sacred Reich), która wkrótce potem została menedżerem Sepultury. Z biegiem czasu została ona również partnerką życiową Maxa. W sierpniu 1992 tj. gdy była w 5 miesiącu ciąży, Max przeprowadził się do Stanów Zjednoczonych, zamieszkując w jej domu w Phoenix. Na przełomie 1992/1993 mieszkali w domu przy Corrine Street w północnym Phoenix. Do tego miasta, prócz Maxa i Igora, przeniosły się także ich matka i siostra Kira.
Do wydanego 20 marca 1991 albumu Arise włącznie Max Cavalera nagrywał w studio także partie basowe (na zmianę z Kisserem) z uwagi na nieumiejętność tego przez nominalnego basistę Paulo Jr. Od 1992 pracował nad materiałem do piątego albumu, głównie sam (używając po raz pierwszy automatu perkusyjnego i riffów) oraz w duecie z Kisserem. Wydany 2 września 1993 album Chaos A.D. był odejściem w stylistyce grupy od dotychczasowego thrash metalu, muzyka stała się wolniejsza, urozmaicona oraz zyskała rdzenne rytmy plemiennej muzyki brazylijskiej (w akustycznym utworze pt. „Kaiowas”).
Zainspirowany filmem pt. Zabawa w Boga z 1991, opowiadającym o amerykańskich najemnikach najętych celem spacyfikowania prymitywnej wioski Indian w amazońskiej dżungli, Cavalera postanowił kolejną płytę poświęcić tej tematyce oraz wpadł na pomysł nagrania przez grupę muzyki wraz z Indianami w ich miejscu zamieszkania. W rezultacie 20 lutego 1996 został wydany album Roots, zupełnie wyjątkowy w swojej treści. Podczas nagrań tego albumu za sprawą Carlinhosa Browna zapoznał się z instrumentem berimbau. Zespół zyskał sporą popularność i rozpoznawalność, co łączyło się także z ograniczeniem prywatności. W 1996 wraz z Sepulturą odbył tournee po USA, a latem tego roku na festiwalach w Europie. 17 sierpnia 1996 Max i Gloria Cavalera przybyli z Sepulturą do Wielkiej Brytanii, po czym z Londynu udali się na „Donington Festival”, gdzie tego dnia grupa miała wystąpić w ramach promocji albumu Roots. Tego dnia dowiedzieli się o śmierci syna Glorii tj. pasierba Maxa, Dany Wellsa, po czym użyczonym przez Sharon Osbourne prywatnym samolotem (należącym do jej męża Ozzy’ego), niezwłocznie polecieli do Stanów Zjednoczonych. Wobec wyjazdu Maxa do USA grupa zagrała wspomniany koncert we trzech. Jesienią 1996 grupa odbyła trasę koncertową po Europie w towarzystwie formacji Strife, reprezentującej nurt hardcore oraz tournee z Ozzym Osbournem, Danzig i Biohazard. W listopadzie 1996 grali koncerty w Ameryce Południowej. Atmosfera na łonie zespołu podczas trasy była niedobra, jako że członkowie poza Maxem ignorowali Glorię Cavalera. Zaznaczali, że już podczas nagrywania Roots dochodziło do kłótni, które wynikały z niezadowolenia niektórych członków z działania menedżerki. Kisser był niezadowolony z faktu dominującej pozycji Maxa Cavalery i np. delegowania jego osoby do kontaktu z mediami. Nie odpowiadała im także alienacja Maxa w samym zespole. Według nich dobra atmosfera w między nimi czterema była okazywana tylko podczas prób i koncertów. Nadal zarzucali jej faworyzowanie swojego męża oraz nierówne traktowanie (Igor Cavalera przytoczył historię, gdy Gloria wpierw zamierzała go tymczasowo na trasie zastąpić innym perkusistą, gdy spodziewał się narodzin dziecka na początku 1997, a w swojej sytuacji rodzinnej po śmierci Wellsa nie zgadzała się na udział Maxa w tournee jesienią 1996). 16 grudnia 1996 grupa zagrała ostatni koncert na trasie w Brixton Academy w Londynie. Wraz z zakończeniem tournee wraz z tą datą wygasał także kontrakt menedżerski Glorii Cavalery. Po tymże koncercie Igor Cavalera, Andreas Kisser i Paulo Jr. przekazali jej pismo, w którym oświadczyli, że nie chcą z nią dłużej pracować i nie zamierzają przedłużać z nią kontraktu menedżerskiego. Wszyscy trzej postawili Maxowi ultimatum, zgodniej którym miał wybrać żonę albo zespół, po czym zdecydował się odejść z Sepultury. W następstwie tego Max Cavalera wydał oficjalne oświadczenie, w którym w emocjonalnym sposób odniósł się do sytuacji, mówiąc, że to nie on odszedł z Sepultury, lecz wraz z żoną zostali usunięci przez pozostałych członków. Ci zareagowali konferencją prasową, w której zadeklarowali dalszą kontynuację istnienia grupy i niesprecyzowaną możliwość powrotu Maxa do składu. W ostatnim czasie kryzysowego istnienia Sepultury i bezpośrednio po rozłamie pojawiały się pomysły, ażeby rozdzielić funkcje menedżerskie, pozostawiając Glorię wyłącznie przy Maxie, a reszcie członków umożliwić inny menedżment, lecz ostatecznie nie zostało to zrealizowane.
Po latach, w 2010 Max Cavalera ujawnił, że bezpośrednią przyczyną jego odejścia z Sepultury było zachowanie żony Andreasa Kissera tuż po śmierci Dany Wellsa, która przy pomocy innej kobiety próbowała przyspieszyć przygotowania do pogrzebu jeszcze przed ich przyjazdem na miejsce, tak aby Max Cavalera mógł jak najszybciej kontynuować trasę koncertową w Europie. Po tym zdarzeniu We wspomnieniach Maxa i Glorii przywoływali oni fakt, że już dzień po pogrzebie Wellsa pozostali członkowie Sepultury nalegali na realizację zbliżającej się trasy koncertowej, co było nie do wykonania przez okrytych żałobą rodziców. Inna geneza została przedstawiona z punktu widzenia pozostałych członków, w myśl których związek lidera grupy z menedżerką stanowił swoisty konflikt interesów i początek dramatu. Po latach Andreas Kisser przyznał, że grupa do 1996 była chaosem poza sceną, a Max Cavalera w gruncie rzeczy nigdy nie stanowił członka zespołu, podczas trasy posiadał własny bus, w którym znikał po zakończeniu koncertu i nie kontaktował się resztą muzyków; według Kissera, dotychczasowa menedżerka grupy, Gloria, nie podołała wymaganiom w zakresie organizacyjnym, które urosły po sukcesie albumu Roots, skupiała się wyłącznie na wyeksponowaniu osoby swojego męża, Maxa Cavalery, co łącznie stało się powodem do zwolnienia jej.

### Soulfly
W 1997 Max Cavalera gościł w studiu nagraniowym w Seattle podczas sesji nagraniowej zespołu Deftones, który zaprosił muzyka do zaśpiewania w utworze „Headup” wydanym na albumie Around the Fur. Piosenka była poświęcona osobie Dany Wellsa, a Max był autorem wprowadzającego riffu w tym utworze. Rok potem utwór i słowa w nim zawarte („soul fly”) stały się genezą powstania jego nowego zespołu. W pierwotnym zamierzeniu Soulfly nie miał być grupą w klasycznym rozumieniu ze stałymi członkami w składzie, lecz formacją, w której założyciel pozostaje w niej nieprzerwanie, ale zmieniają się jego pozostali członkowie, co miało zapewniać świeżość i postępującą nowość. Jednocześnie muzyk przyjął plemienny charakter całego projektu, bliski jemu od wydania albumu Roots. Do projektu zaprosił muzyków, którymi byli kolejno: basista Marcelo Dias (były specjalista od oświetlenia przy Sepulturze) i perkusista Roy Mayorga (występował poprzednio w Horn i Nausea) i Lucio Maia vel Jackson Bandeira (Nação Zumbi). Razem odbywali próby w Phoenix, zaś w nagraniach materiału demo uczestniczyli też dwaj członkowie Nação Zumbi, odpowiedzialni za bębny. Zawierające dwie piosenki demo („Eye for an Eye” i „Primitive”) zostało natychmiast zaakceptowane przez wytwórnię Roadrunner Records. Został podpisany kontrakt i rozpoczęto nagrania w studio Indigo Ranch w Malibu (tam gdzie Roots). Producentem albumu był Ross Robinson, także pracujący przy Roots. Całe wydawnictwo, nazwane Soulfly i wydane 21 kwietnia 1998, zostało poświęcone pamięci Dany „D-Low” Wellsa.
Około 1998/1999 doszło do zmian w składzie: Bandeira na czas koncertów zastąpił Logan Mader, potem zastąpiony przez Mikeya Dolinga, zaś Mayorgę zastąpił Joe Nunez. Prace nad kolejnym albumem Soulfly podjęto w 1999 w Phoenix. Nagrania zostały zrealizowane w studiu nagraniowym The Saltmine Studio Oasis w mieście Mesa we współpracy z producentem muzycznym Tobym Wrightem. Album pod nazwą Primitive ukazał się 26 września 2000. Gościnnie na płycie wystąpili m.in. wokaliści Tom Araya (Slayer), Corey Taylor (Slipknot), Chino Moreno (Deftones) i Sean Lennon (syn Johna Lennona). W 2001 Soulfly grał na trasie Back to the Primitive. Ze względu na sporą liczbę gości płyta bywała krytykowana, podobnie jak za to, że zarzucano jej styl nu metalu.
Po odejściu Nuneza do grupy powrócił Mayorga. 25 czerwca 2002 ukazał się trzeci album Soulfly, zatytułowany ॐ. Po kolejnych zmianach w składzie Soulfly (ze składu jednocześnie odeszli Mayorga, Doling i Dias) do zespołu dołączył gitarzysta Marc Rizzo (wcześniej grający w Ill Niño), z którym Max na lata stworzył zgrany duet. Poza tym do formacji wrócił Nunez i przyszedł basista Bobby Burns. 30 marca 2004 został wydany album Prophecy. Materiał na płytę w swoich zrębach był tworzony w USA, a dopracowywany w Serbii (wraz z tradycyjnym zespołem ludowym oraz grupą muzyczną EyesBurn). Zdaniem Cavalery był to jego początek do thrash metalu.
W 2004 przygotowywano materiał na DVD, wydane pod tytułem The Song Remains Insane 1 marca 2005. 4 października 2005 został wydany piąty album Soulfly zatytułowany Dark Ages. Na nazwę albumu (tytułowe mroczne czasy) i jego wydźwięk wpływ wywarły morderstwo przyjaciela Maxa, tj. gitarzysty Dimebaga Darrella (8 grudnia 2004) oraz nagła śmierć jego wnuka, Mosesa (syn Christiny tj. jego pasierbicy, zmarły 10 grudnia 2004 w Serbii). Muzycznie treść płyty stanowiła mocniejszy powrót do thrash metalu. Poza USA lider Max Cavalera dokonywał nagrań na album w Rosji, Serbii, we Francji, w Turcji.
23 lipca 2008 ukazał się szósty album Soulfly zatytułowany Conquer, na którym wystąpił członek Morbid Angel David Vincent. 26 maja 2010 premierę miał siódmy album grupy pod tytułem Omen (według innej wersji 18 maja 2010). W opinii Maxa była to trzecia i ostatnia część trylogii albumów Soulfly. On sam był producentem tej płyty. W nagraniach utworów bonusowych na płycie wzięli udział również synowie Maxa Cavalery: Zyon (zagrał na perkusji w interpretacji utworu „Refuse/Resist” z repertuaru Sepultury) oraz Igor (zagrał na perkusji w utworze „Your Life, My Life” z repertuaru formacji Excel). Udział tego pierwszego ma wymiar symboliczny, jako że w pierwotnej wersji „Refuse/Resist” na płycie Chaos A.D. z 1993, we wstępie do tego utworu wykorzystano zapis bicia jego serca w łonie matki. 13 marca 2012 premierę miał ósmy w dorobku album Soulfly pt. Enslaved. Powstał on duchu death metalu. Następnie Max koncertował na trasie Maximum Cavalera, wraz z zespołami swoich synów: Incite (Richie) i Lody Kong (Zyon).
W dniach 30 września 2013 i 4 października 2013 nakładem Nuclear Blast ukazał się dziewiąty album Soulfly, zatytułowany Savages. 14 sierpnia 2015 wydano dziesiątą płytę pt. Archangel. 19 października 2018 premierę miał jedenasty krążek, zatytułowany Ritual.

### Inne projekty
Około 1991 Max Cavalera zafascynował się albumem Hate Songs in E Minor grupy Fudge Tunnel, która w związku z tym występowała u boku Sepultury na trasie po Europie od marca 1992. Jej lider Alex Newport związał się wówczas z pasierbicą Maxa, Christiną, po czym zamieszkał w Phoenix. W rezultacie wspólnego zamieszkiwania i grania Cavalera i Newport powołali projekt poboczny pod nazwą Nailbomb, którego efektem była jedyna płyta, zatytułowana Point Blank z 1994 oraz album koncertowy pt. Proud to Commit Commercial Suicide, wydany rok potem.
Był jednym z wokalistów, zaangażowanych przez do jego projektu pod nazwą Probot. Jesienią 2001 nagrał wokale do utworu pt. „Red War”, wydanego na płycie tegoż projektu pod tym samym tytułem w 2004. Tekst napisanych przez niego słów został zainspirowany filmem Człowiek, który chciał być królem (1975) i dotyczy Przełęczy Chajberskiej i Afganistanu.
Na początku 2006 zaczął rozmawiać z bratem Igorem po raz pierwszy od swego odejścia z Sepultury (przez niespełna 10 lat informacje o sobie otrzymywali za pośrednictwem matki). W tym czasie Igor odszedł z Sepultury. Max wrócił do współpracy z bratem, zakładając wraz z nim projekt Cavalera Conspiracy (w składzie znaleźli się też Marc Rizzo z Soulfly i basista Joe Duplantier z Gojira). Razem, nakładem Roadrunner Records, 25 marca 2008 wydali płytę pt.Inflikted, a 28 marca 2011 drugi album pt. Blunt Force Trauma. W późniejszych latach, nakładem Napalm Records, wydali 4 listopada 2014 trzeci album pt. Pandemonium oraz 17 listopada 2017 czwarty pt. Psychosis.
Został też członkiem powołanej w 2011 z inicjatywy wokalisty zespołu The Dillinger Escape Plan, Grega Puciato supergrupy o nazwie Killer Be Killed, do której dołączyli też basista i wokalista Troy Sanders z zespołu Mastodon oraz perkusista Dave Elitch (Antemasque, Daughters of Mara, The Mars Volta). W ramach projektu wydano albumu Killer Be Killed (2014) i Reluctant Hero (2020).
W 2013 ukazała się autobiografia Maxa Cavalery pt. My Bloody Roots (w Polsce pt. Moje krwawe korzenie). W 2022 wydawnictwo wydawno ponownie jako „w pełni zrewidowane i zaktualizowane”.
Pod koniec stycznia 2021 ogłosił swój udział w projekcie pod nazwą Go Ahead And Die, w którym poza nim zaangażowali się jego syn Igor Amadeus (bas, gitary, wokal) oraz Zach Coleman (z grupa Black Curse, Khemmis).

### Styl i życie prywatne
Po przeprowadzce do Phoenix Max Cavalera muzykę tworzył w przydomowej przyczepie. Za swoje najlepsze riffy uznał „Refuse/Resist” i „Eye For An Eye”. Od wczesnych lat występuje w odzieży przypominającej stroje wojskowe (np. moro), co tłumaczył faktem, że początkowo nie wolno mu było tak się ubierać w Brazylii, zaś potem skorzystał z tej możliwości występując na całym świecie. Zafascynowany muzyką reggae na początku 1996 odwiedził Jamajkę.
Z żoną Glorią wziął ślub cywilny 6 czerwca 1993. Świadkami byli jej córka Christina i brat Maxa, Igor Cavalera. W styczniu 2004 w Oklahoma City Gloria i Max Cavalera zawarli ślub w obrządku prawosławnym.
Ze związku z Glorią ma dwóch synów: Zyona Graziano (ur. 19 stycznia 1993) i Igora Amadeusa (ur. 2 lipca 1995, imiona otrzymał na cześć rosyjskich korzeni Glorii, brata Maxa i drugie imię na cześć Wolfganga Amadeusa Mozarta). Przysposobił także pięcioro dzieci Glorii, które formalnie przyjęły nazwisko Cavalera tj. Christinę Steever-Newport, Danę, Roxanne, Richiego i Jasona. Zyon, Igor i Richie udzielali się epizodycznie na albumach grupy Soulfy, Zyon od 2013 jest etatowym perkusistą tego zespołu. Zyon i Igor są członkami grupy Lody Kong (Igor – gitarzysta, Zyon – perkusista), która w 2011 występowała jako support przed grupą ich ojca i stryja Cavalera Conspiracy.
Od 1997 organizuje wraz z rodzin corocznie w Phoenix festiwal muzyczny pod nazwą „D-Low Memorial Show”, poświęcony pamięci Dany Wellsa. Zaangażował się także w zbiorki pieniężne na rzecz fundacji walki z cukrzycą (jego syn Igor choruje na tę chorobę).
Pomimo religijnych konotacji w twórczości grupy, Max Cavalera przyznał w 2015, że Soulfly nie jest zespołem chrześcijańskim. Zanegował także jego rzekomy religijny fanatyzm, mimo tego że ma przywiązanie do Boga, wyrażając je np. w dedykacji Bogu płyty Soulfly z 1998.
Po latach przyznał się do nadużywania alkoholu, narkotyków, środków przeciwbólowych w trakcie swojej kariery, a także – we wczesnym okresie – do używania przemocy. Wspominał także, że występował podczas koncertów, będąc pod wpływem alkoholu. Po latach uzależnienia postanowił porzucić używki i przy okazji nagrywania albumu Conquer w 2007 być trzeźwym. Na początku 2009 udał się na leczenie odwykowe do ośrodka na Florydzie (Watershed), po którym pozostał abstynentem.
Po wydaniu albumu Cavalera zafarbował włosy w kolory czarny i czerwony (barwy te zaczerpnął od plemienia Xavante, uczestniczącego w nagraniu Roots), a także zaczął mieć dredy. 19 października 2020 jego żona poinformowała o ścięciu przez Maxa Cavalerę jego wieloletniego znaku rozpoznawczego tj. dredów, które posiadał od 1997 roku.

## Dyskografia
Single
| Tytuł                                                     | Rok  | Pozycja na liście | Pozycja na liście |
| Tytuł                                                     | Rok  | FIN               | GER               |
| --------------------------------------------------------- | ---- | ----------------- | ----------------- |
| Apocalyptica feat. Max Cavalera & Matt Tuck – „Repressed” | 2006 | 19                | 74                |

Inne
| Album                                                                                       | Rok  | Uwagi                                       | Źródło  |
| ------------------------------------------------------------------------------------------- | ---- | ------------------------------------------- | ------- |
| Sepultura – Bestial Devastation                                                             | 1985 | śpiew, gitara; członek zespołu              | [ 181 ] |
| Sepultura – Morbid Visions                                                                  | 1986 | śpiew, gitara; członek zespołu              | [ 182 ] |
| Sepultura – Schizophrenia                                                                   | 1987 | śpiew, gitara; członek zespołu              | [ 183 ] |
| Sepultura – Beneath the Remains                                                             | 1989 | śpiew, gitara; członek zespołu              | [ 184 ] |
| Sepultura – Arise                                                                           | 1991 | śpiew, gitara; członek zespołu              | [ 185 ] |
| Sepultura – Chaos A.D.                                                                      | 1993 | śpiew, gitara; członek zespołu              | [ 186 ] |
| Sepultura – Roots                                                                           | 1996 | śpiew, gitara; członek zespołu              | [ 187 ] |
| A.N.I.M.A.L. – Poder latino                                                                 | 1998 | produkcja muzyczna                          | [ 188 ] |
| Probot – Probot                                                                             | 2004 | gościnnie śpiew w utworze „Red War”         | [ 189 ] |
| Five Finger Death Punch – The Wrong Side of Heaven and the Righteous Side of Hell, Volume 1 | 2013 | gościnnie śpiew w utworze „I.M.SIN”         | [ 190 ] |
| Man Must Die – Peace Was Never an Option                                                    | 2013 | gościnnie śpiew w utworze „Abuser Friendly” | [ 191 ] |
| Melechesh – Enki                                                                            | 2015 | gościnnie śpiew w utworze „Lost Tribes”     | [ 192 ] |
| Body Count - Bloodlust                                                                      | 2017 | gościnny śpiew w utworze "All Love is Lost" |         |

## Nagrody i wyróżnienia
| Rok  | Kategoria        | Tytułem      | Nagroda                         | Nota | Źródło  |
| ---- | ---------------- | ------------ | ------------------------------- | ---- | ------- |
| 2008 | Spirit Of Hammer | Max Cavalera | Metal Hammer Golden Gods Awards | Laur | [ 193 ] |

## Filmografia
| Tytuł             | Rok  | Rola                 | Uwagi                                                   | Źródło  |
| ----------------- | ---- | -------------------- | ------------------------------------------------------- | ------- |
| „In a Metal Mood” | 1996 | jako on sam          | film dokumentalny, reżyseria: Matt Vain                 | [ 194 ] |
| „Mumia powraca”   | 2001 | głos Króla Skorpiona | film fabularny, scenariusz i reżyseria: Stephen Sommers | [ 195 ] |
| „Global Metal”    | 2008 | jako on sam          | film dokumentalny, reżyseria: Sam Dunn, Scot McFadyen   | [ 196 ] |

## Publikacje
- Max Cavalera, My Bloody Roots, Nova Fronteira, 2013, ISBN 978-85-220-1420-0 (port.)
  - Max Cavalera, Moje krwawe korzenie, Wydawnictwo Kagra, 2013, ISBN 978-83-63785-08-6 (pol.)

## Gry komputerowe
- Grand Theft Auto IV: The Lost and Damned (głos samego siebie w DJ – LCHC; 2009, scenariusz: Dan Houser i Rupert Humphries, reżyseria: Rod Edge)